# Nanobagrus stellatus
Nanobagrus stellatus es una especie de peces de la familia Bagridae en el orden de los Siluriformes.

## Morfología
Los machos pueden llegar alcanzar los 3,4 cm de longitud total.
- Número de  vértebras:  34-36.[1]

## Hábitat
Es un pez de agua dulce y de clima tropical.

## Distribución geográfica
Se encuentran en Asia: Sumatra (Indonesia ).